# Josip Pirmajer
Josip „Seppi“ Pirmajer (* 14. Februar 1944 in Trbovlje; † 24. Juni 2018 in Srbobran) war ein jugoslawischer Fußballspieler. 

## Karriere

### Vereine
Pirmajer spielte bereits 17-jährig in der 1. Jugoslawischen Liga – für den Liganeuling RFK Novi Sad. In einem Teilnehmerfeld von seinerzeit zwölf Mannschaften belegte er mit seiner Mannschaft den zehnten Platz und hielt die Spielklasse am Saisonende 1961/62 mit einem Punkt auf den ersten Absteiger – den Pokalsieger Vardar Skopje; Pirmajer hatte dazu mit zwei Toren in zehn Punktspielen dazu beigetragen. In der Folgesaison trug er in 21 Punktspielen, in denen er drei Tore erzielte, zum achten Platz bei. Spielerbeobachtern des FK Partizan Belgrad ist sein Talent nicht entgangen und verpflichteten ihn in der laufenden Saison zum 1. Januar 1964. 
Während er in der Rückrunde in zwölf Spielen eingesetzt wurde, zwei Tore erzielte und am Saisonende mit seinem neuen Verein den fünften Platz belegte, stieg sein ehemaliger Verein in die 2. Jugoslawische Liga ab. Sein erster sportlicher Erfolg mit dem FK Partizan Belgrad stellte sich mit dem Gewinn der Meisterschaft bereits am Ende der Folgesaison ein. Durch den Titelgewinn nahm er mit seiner Mannschaft auch am Wettbewerb um den Europapokal der Landesmeister teil. In allen acht Hin- und Rückspielen bisher eingesetzt, kam er auch im Finale gegen Real Madrid zum Zuge. Im Brüsseler Heysel-Stadion wurde dieses vor 55.000 Zuschauern am 11. Mai 1966 mit 1:2 verloren. Im Erstrundenhinspiel im heimischen Stadion Partizana erzielte er am 9. November 1965 beim 3:0-Sieg über den deutschen Meister Werder Bremen mit dem Treffer zum Endstand in der 88. Minute sein einziges internationales Tor. Im Wettbewerb um den Messestädte-Pokal 1967/68 wurde er dreimal eingesetzt.
Von 1968 bis 1972 spielte er für den Ligakonkurrenten FK Vojvodina. Zu seinen 81 Punktspielen kamen 1968/69 und 1969/70 zudem drei Spiele um den Messestädte-Pokal hinzu. Anschließend – und das erste Mal im Ausland – spielte er für den französischen Erstligisten Olympique Nîmes. Bis zum Saisonende 1974/75 und der gleichzeitig besten Platzierung als Vierter, hatte er 60 Punktspiele bestritten und fünf Tore erzielt; zudem ist er am 13. und 26. September 1972 im Hin- und Rückspiel gegen die Grasshopper Club Zürich in der 1. Runde des UEFA-Pokal-Wettbewerbs zum Einsatz gekommen. In seine Heimat zurückgekehrt, spielte er erneut für RFK Novi Sad, jedoch in der 2. Jugoslawischen Liga.

### Nationalmannschaft
Pirmajer debütierte als Nationalspieler am 18. März 1964 für die A-Nationalmannschaft, die in Sofia das in Freundschaft ausgetragene Länderspiel gegen die Nationalmannschaft Bulgariens mit 1:0 gewann. Im selben Jahr, in dem er zwei weitere Länderspiele bestritten hatte, gehörte er auch dem Kader der Olympiaauswahlmannschaft an, die am Ende des Turniers mit dem sechsten Platz abschloss. Er bestritt einzig das am 22. Oktober 1964 mit 0:3 verlorene Spiel gegen die Auswahl Rumäniens.

## Erfolge
- Sechster Olympisches Fußballturnier 1964
- Finalist Europapokal der Landesmeister 1966
- Jugoslawischer Meister 1965